# Palliolum
Palliolum is een geslacht van tweekleppigen uit de  familie van de Pectinidae (mantelschelpen). 

## Soorten
- Palliolum incomparabile (Risso, 1826)
- Palliolum minutulum Dijkstra & Southgate, 2000
- Palliolum striatum (O. F. Müller, 1776)
- Palliolum tigerinum (O. F. Müller, 1776)